# Giovanni di Sassonia
Giovanni I di Sassonia (Dresda, 12 dicembre 1801 – Pillnitz, 29 ottobre 1873) fu re di Sassonia e membro della casata di Wettin.

## Biografia

### Infanzia

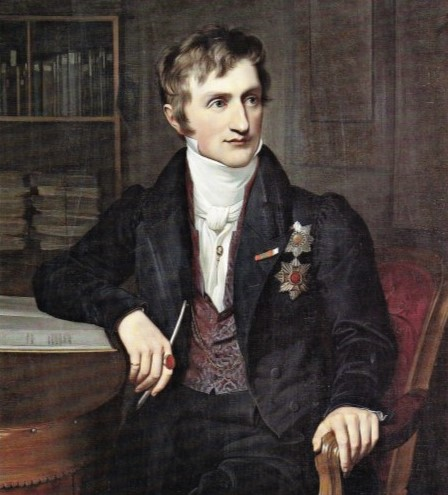
Giovanni ritratto in giovane età da Carl Christian Vogel von Vogelstein nel 1832

Giovanni era il sesto figlio del principe ereditario Massimiliano di Sassonia, e della sua prima moglie, la principessa Carolina di Borbone-Parma. Suo padre era il figlio più giovane di Federico Cristiano di Sassonia mentre sua madre era una nipote dell'imperatrice Maria Teresa d'Austria.
Inizialmente Giovanni aveva poche possibilità di ereditare la corona sassone. Nel 1822, però, quando suo fratello maggiore Clemente morì celibe in Italia, Giovanni era preceduto solo da un altro fratello maggiore Federico Augusto.
Nel 1827, quando suo zio Antonio divenne re, Giovanni divenne terzo in linea di successione al trono e, dopo che suo padre rinunciò ai propri diritti di successione nel 1830, divenne secondo in linea di successione. Nel 1836 suo fratello Federico Augusto divenne re e Giovanni divenne l'erede al trono.
Nel 1829 gli fu offerta la corona reale di Grecia dalla Francia, ma rifiutò.

### Matrimonio

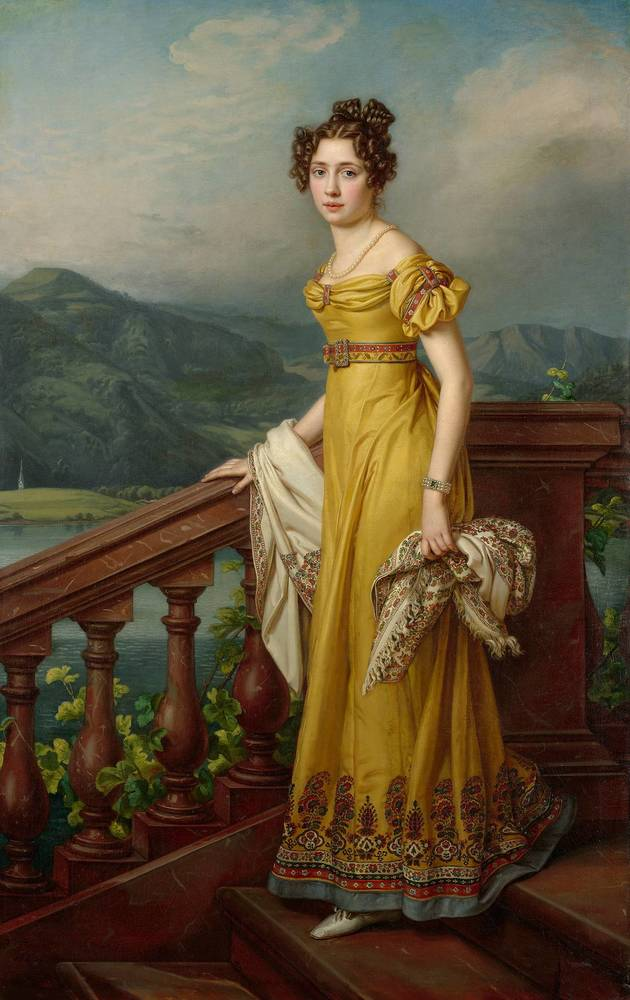
Amalia Augusta di Baviera ritratta da Joseph Karl Stieler nel 1823, Galerie Neue Meister, Dresda

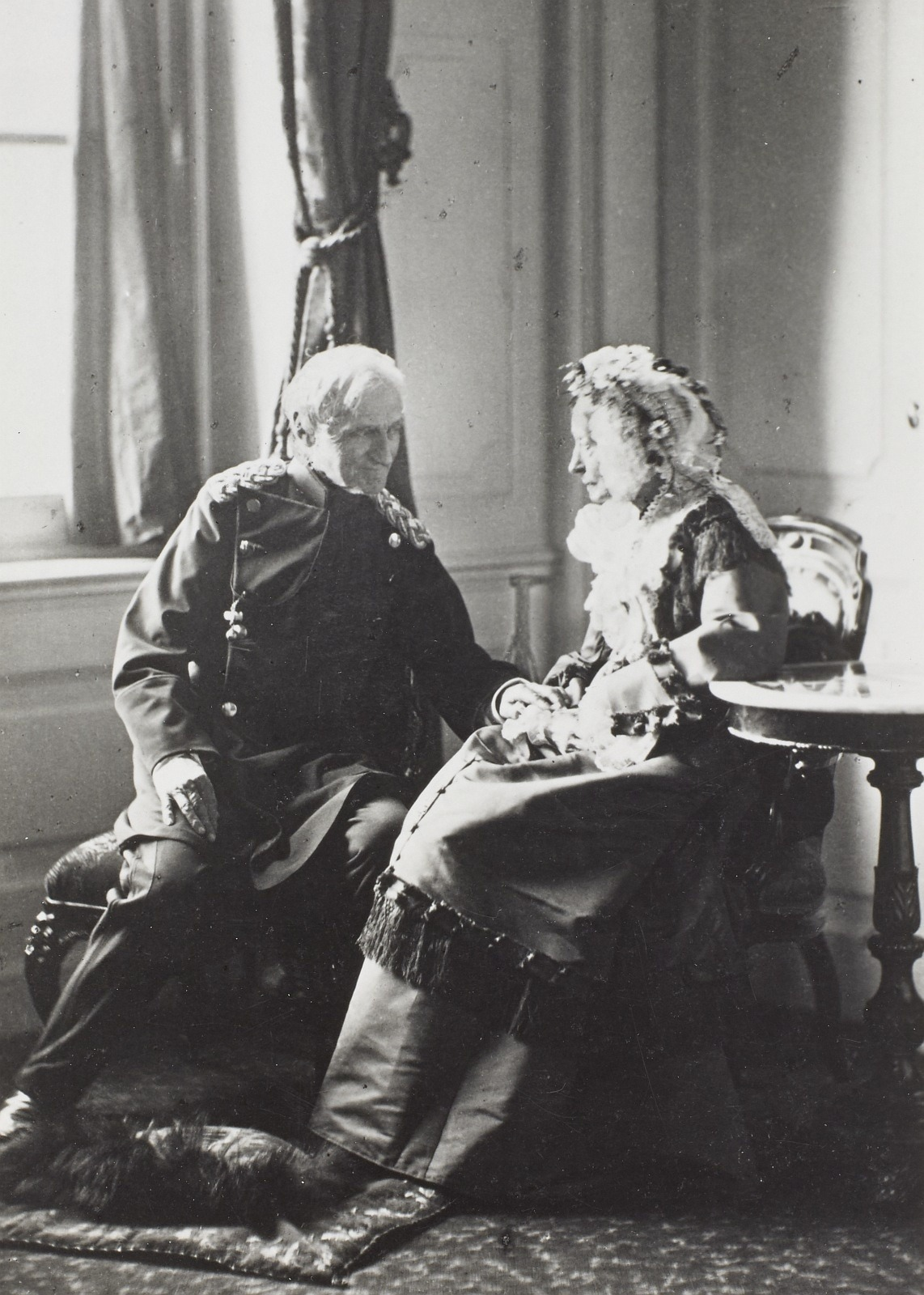
Fotografia del re Giovanni e di sua moglie Amalia Augusta, 1872

Giovanni sposò, il 21 novembre 1822 a Dresda, la principessa Amalia Augusta di Baviera (13 novembre 1801-8 novembre 1877), figlia del re Massimiliano I di Baviera e della sua seconda moglie, Carolina di Baden.
La coppia ebbe nove figli:
- Maria Augusta Federica Carolina Ludovica Amalia Massimiliana Francesca Nepomucena Saveria (22 gennaio 1827 - 8 ottobre 1857);
- Alberto di Sassonia (23 aprile 1828 - 19 giugno 1902);
- Maria Elisabetta Massimiliana Ludovica Amalia Francesca Anna Sofia Leopoldina Battista Saveria Nepomucena (4 febbraio 1830 - 14 agosto 1912), sposò in prime nozze Ferdinando di Savoia, duca di Genova e in seconde nozze Niccolò, marchese di Rapallo;
- Federico Augusto Ernesto Guglielmo Luigi Ferdinando Antonio Nepomuceno Maria Battista Xaver Vincenzo (5 aprile 1831 - 12 maggio 1847);
- Giorgio di Sassonia (8 agosto 1832 - 15 ottobre 1904);
- Maria Sidonia Ludovica Matilde Guglielmina Augusta Saveria Battista Nepomucena Veronica Hyacinthia Deodata, (16 agosto 1834 - 1º marzo 1862);
- Anna Maria Massimiliana Stefania Carolina Giovanna Luisa Saveria Nepomucena Aloysia Benedetta, (4 gennaio 1836 - 10 febbraio 1859), sposò Ferdinando IV di Toscana;
- Margherita Carolina Federica Cecilia Augusta Amalia Giuseppina Elisabetta Maria Giovanna (24 maggio 1840-15 settembre 1858), sposò l'arciduca Carlo Ludovico d'Asburgo-Lorena;
- Maria Sofia Federica Augusta Leopoldina Alessandrina Elisabetta Ernestina Albertina (15 marzo 1845 - 9 marzo 1867), sposò Carlo Teodoro in Baviera.

## Re di Sassonia
Giovanni divenne re di Sassonia alla morte del fratello Federico Augusto II, avvenuta nel 1854 senza eredi legittimi. La riforma giudiziaria del 1855, l'espansione della rete ferroviaria e l'introduzione della libertà di commercio sono principalmente dovute alla sua esperienza nell'amministrazione del regno.
Sotto di lui, la Sassonia si trasformò in uno degli stati tedeschi più moderni. Inoltre, fu concluso un trattato commerciale con la Francia (1862) e fu riconosciuto il neonato Regno d'Italia. Sotto l'influenza del suo ministro, Friedrich Ferdinand von Beust, fece una campagna per la soluzione dell'unificazione della Grande Germania (compresa l'Austria). Il Regno di Sassonia combatté quindi a fianco dell'Austria nella guerra tedesca del 1866. Durante la guerra, la famiglia reale si ritirò per alcune settimane nella villa reale di Ratisbona. Come dopo la sconfitta di Königgrätz, il primo ministro prussiano Otto von Bismarck convinse il re Guglielmo I a mantenere la Sassonia come stato indipendente, la Sassonia si unì finalmente alla Confederazione della Germania settentrionale e nel 1871 all'Impero tedesco sotto l'egemonia del Regno di Prussia. Tuttavia, quando Guglielmo I fu proclamato imperatore a Versailles il 18 gennaio 1871, fu rappresentato da suo figlio, il principe Giorgio.
Venne concesso un finanziamento speciale per le scuole e l'istruzione superiore. L'Accademia delle Scienze sassone fu sponsorizzata da lui e fu fondata nel 1863 la rivista "Nuovo Archivio di Storia sassone". Oltre alla politica, Giovanni si dedicò alla letteratura. Con lo pseudonimo di Philalethes (Filalete) tradusse in tedesco e commentò la Divina Commedia di Dante (tra il 1825 e il 1865); alcune parti di quest'opera furono collocate nello Schloss Weesenstein. Il distretto di Dresda di Johannstadt è stato intitolato a lui.

## Morte

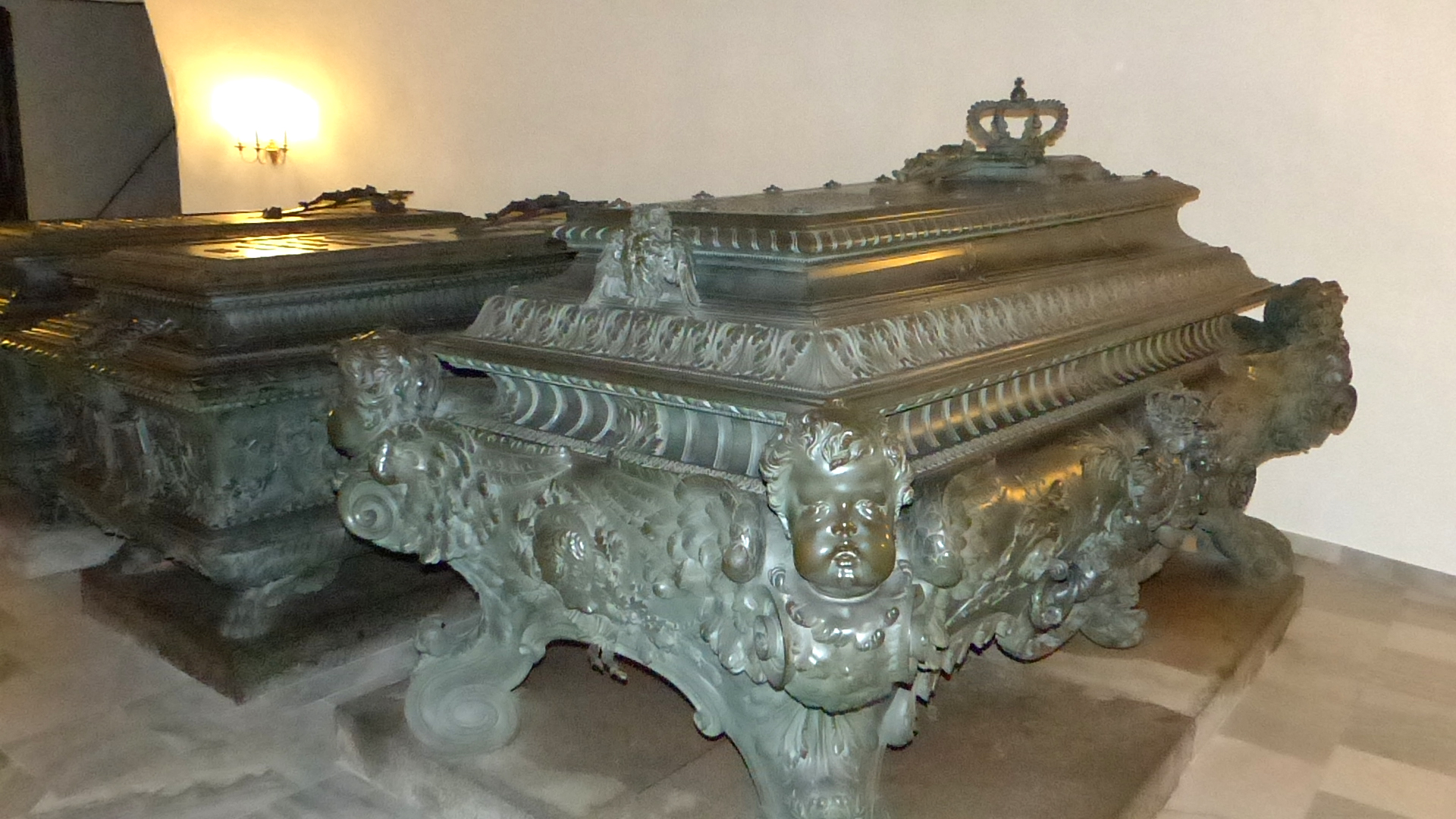
Tomba di Johann von Sachsen nella Cappella Wettin, Dresda

Giovanni morì a Pillnitz e venne sepolto nella Cripta Wettin di Dresda. Fu succeduto sul trono di Sassonia dal figlio Alberto.

## Ascendenza
|                                               |                          |                                              | Genitori                                      |  |  | Nonni |  |  | Bisnonni               |  |  | Trisnonni        |  |
|                                               |                          |                                              |                                               |  |  |       |  |  | Augusto III di Polonia |  |  | Augusto il Forte |  |
|                                               |                          |                                              |                                               |  |  |       |  |  | Augusto III di Polonia |  |  | Augusto il Forte |  |
|                                               |                          | Cristiana Eberardina di Brandeburgo-Bayreuth |                                               |  |  |       |  |  | Augusto III di Polonia |  |  |                  |  |
| Federico Cristiano, Elettore di Sassonia      |                          |                                              |                                               |  |  |       |  |  | Augusto III di Polonia |  |  |                  |  |
|                                               |                          | Arciduchessa Maria Giuseppa d'Austria        | Giuseppe I, Sacro Romano Imperatore           |  |  |       |  |  |                        |  |  |                  |  |
|                                               |                          | Arciduchessa Maria Giuseppa d'Austria        | Giuseppe I, Sacro Romano Imperatore           |  |  |       |  |  |                        |  |  |                  |  |
|                                               |                          | Arciduchessa Maria Giuseppa d'Austria        | Guglielmina Amalia di Brunswick-Lüneburg      |  |  |       |  |  |                        |  |  |                  |  |
| Massimiliano, Principe Ereditario di Sassonia |                          | Arciduchessa Maria Giuseppa d'Austria        |                                               |  |  |       |  |  |                        |  |  |                  |  |
|                                               |                          | Carlo VII, Sacro Romano Imperatore           | Massimiliano II Emanuele, Elettore di Baviera |  |  |       |  |  |                        |  |  |                  |  |
|                                               |                          | Carlo VII, Sacro Romano Imperatore           | Massimiliano II Emanuele, Elettore di Baviera |  |  |       |  |  |                        |  |  |                  |  |
|                                               |                          | Carlo VII, Sacro Romano Imperatore           | Teresa Cunegonda Sobieska di Polonia          |  |  |       |  |  |                        |  |  |                  |  |
| Duchessa Maria Antonia di Baviera             |                          | Carlo VII, Sacro Romano Imperatore           |                                               |  |  |       |  |  |                        |  |  |                  |  |
|                                               |                          | Arciduchessa Maria Amalia d'Austria          | Giuseppe I, Sacro Romano Imperatore           |  |  |       |  |  |                        |  |  |                  |  |
|                                               |                          | Arciduchessa Maria Amalia d'Austria          | Giuseppe I, Sacro Romano Imperatore           |  |  |       |  |  |                        |  |  |                  |  |
|                                               |                          | Arciduchessa Maria Amalia d'Austria          | Guglielmina Amalia di Brunswick-Lüneburg      |  |  |       |  |  |                        |  |  |                  |  |
| Giovanni di Sassonia                          |                          | Arciduchessa Maria Amalia d'Austria          |                                               |  |  |       |  |  |                        |  |  |                  |  |
|                                               | Filippo I, Duca di Parma | Filippo V di Spagna                          |                                               |  |  |       |  |  |                        |  |  |                  |  |
|                                               | Filippo I, Duca di Parma | Filippo V di Spagna                          |                                               |  |  |       |  |  |                        |  |  |                  |  |
|                                               | Filippo I, Duca di Parma | Elisabetta Farnese                           |                                               |  |  |       |  |  |                        |  |  |                  |  |
| Ferdinando I, Duca di Parma                   | Filippo I, Duca di Parma |                                              |                                               |  |  |       |  |  |                        |  |  |                  |  |
|                                               |                          | Luisa Elisabetta di Francia                  | Luigi XV di Francia                           |  |  |       |  |  |                        |  |  |                  |  |
|                                               |                          | Luisa Elisabetta di Francia                  | Luigi XV di Francia                           |  |  |       |  |  |                        |  |  |                  |  |
|                                               |                          | Luisa Elisabetta di Francia                  | Maria Leszczyńska                             |  |  |       |  |  |                        |  |  |                  |  |
| Principessa Carolina di Parma                 |                          | Luisa Elisabetta di Francia                  |                                               |  |  |       |  |  |                        |  |  |                  |  |
|                                               |                          | Francesco I, Sacro Romano Imperatore         | Leopoldo, Duca di Lorena                      |  |  |       |  |  |                        |  |  |                  |  |
|                                               |                          | Francesco I, Sacro Romano Imperatore         | Leopoldo, Duca di Lorena                      |  |  |       |  |  |                        |  |  |                  |  |
|                                               |                          | Francesco I, Sacro Romano Imperatore         | Elisabetta Carlotta d'Orléans                 |  |  |       |  |  |                        |  |  |                  |  |
| Arciduchessa Maria Amalia d'Austria           |                          | Francesco I, Sacro Romano Imperatore         |                                               |  |  |       |  |  |                        |  |  |                  |  |
|                                               |                          | Maria Teresa d'Austria                       | Carlo VI, Sacro Romano Imperatore             |  |  |       |  |  |                        |  |  |                  |  |
|                                               |                          | Maria Teresa d'Austria                       | Carlo VI, Sacro Romano Imperatore             |  |  |       |  |  |                        |  |  |                  |  |
|                                               |                          | Maria Teresa d'Austria                       | Elisabetta Cristina di Brunswick-Wolfenbüttel |  |  |       |  |  |                        |  |  |                  |  |
|                                               |                          | Maria Teresa d'Austria                       |                                               |  |  |       |  |  |                        |  |  |                  |  |